# Primorski (Sennoi)
|  | Per a altres significats, vegeu «Primorski (desambiguació)». |

Primorski - Приморский (rus) és un possiólok del krai de Krasnodar, a Rússia. Es troba a la península de Taman, a la vora de la badia de Taman, a l'estret de Kertx. És a 37 km a l'oest de Temriuk i a 158 km a l'oest de Krasnodar.
Pertany al possiólok de Sennoi.